# Lavadel
Lavadel er betegnelsen for den del af et lands adel, som grundet svagere økonomi eller færre privilegier har mindre anseelse og magt end højadelen. Landadelen er i nogle lande – men langt fra alle – synonym med lavadelen.